# آمریکن پرایوتیر هولکار
آمریکن پرایوتیر هولکار (به انگلیسی: American privateer Holkar) یک کشتی بود.